# Rho2 Cancri
Rho2 Cancri (ρ2 Cancri, förkortad Rho2 Cnc, ρ2 Cnc), som är stjärnans Bayer-beteckning, är en ensam stjärna i norra delen av stjärnbilden Kräftan. Den har en skenbar magnitud av 5,22 och är synlig för blotta ögat där ljusföroreningar ej förekommer.  Baserat på parallaxmätning inom Hipparcosuppdraget på ca 6,7 mas, beräknas den befinna sig på ett avstånd av ca 490 ljusår (149 parsek) från solen. På det beräknade avståndet minskas dess skenbara magnitud med 0,06 enheter genom en skymningsfaktor orsakad av interstellärt stoft.

## Egenskaper
Rho2 Cancri är en gul till vit jättestjärna av spektralklass G8 III Den har en massa som är ca 3,6 gånger solens massa, en radie som är ca 24 gånger solens radie och avger ca 310 gånger mer energi än solen från dess fotosfär vid en effektiv temperatur på ca 5 000 K.